# Puri
Puri (oriya: ପୁରୀ, bengalí: পুরী) és una ciutat i municipi d'Orissa, capital del districte de Puri i seu del famós temple de Jagannath del segle xii. Es troba a la costa de la badia de Bengala i el seu nom en sànscrit vol dir "ciutat" però el nom derivaria de fet de Jagannath Puri (Ciutat de Jannagath = Krishna) o de Purushottama, un antic nom de la comarca (un dels 108 shakti peetas, és a dir les ciutats sagrades dedicades a Sati equivalent a Durga, Parvati o Shakti, que hauria viscut a la ciutat amb Krishna, equivalent a Jagannath). Està situada a 19° 48′ N, 85° 51′ E / 19.8°N,85.85°E. Consta al cens del 2001 amb una població de 157.610 habitants. La població antigament era:
- 1872: 22.695
- 1881: 22.095
- 1891: 28.794
- 1901: 49.334

## Festivals
Per la seva condició de seu del gran temple de Jannagath se celebren a la ciutat gran nombre de festivals religiosos, fins a tretze (i abans havien arribat a 24) a més de sis per turistes:
- Festival Ratha Yatra el juliol (festivals dels carruatges)
- Chandan Yatra l'abril
- Gosani Yatra a Dashara el setembre o octubre
- Sahi Yatra, 7 dies al març/abril
- Mahasiva Ratri al febrer
- Magha Mela (a Konarak o konark) al gener
- Boita Bandan (a Konarak o konark) a l'octubre o novembre
- Harirajpur Melan, a Harirajpur el març
- Jhamu Yatra Kakatapur el maig
- Dayana Chori a Ghorodia (prop de Pilpil)
- Aunla Navami, a Sakhigopal el març
- Makar Mela a Chilika el gener
- Bali Harachandi Mela a Brahmagiri el juny
- Anabasar Yatra Alaranath Pitha, a Brahamagiri
- Siruli Mahavir Mela Panasankranti a Siruli, prop de Puri

## Llocs interessants

### Ciutat
- Temple de Jagannath fundat pel raja Choda Ganga al segle xii, dirigit per servidors de 36 ordes i 97 classes dirigits pel raja de Khurda o Puri
- Temple de Gundicha
- Temple de Lokonath
- Temple de Jambeswar
- Teatre Anna Purna
- Museu de Puri
- Biblioteca de Puri (15.000 llibres)
- Platja
- Centre matriu de Kriya Yoga Karar Ashram

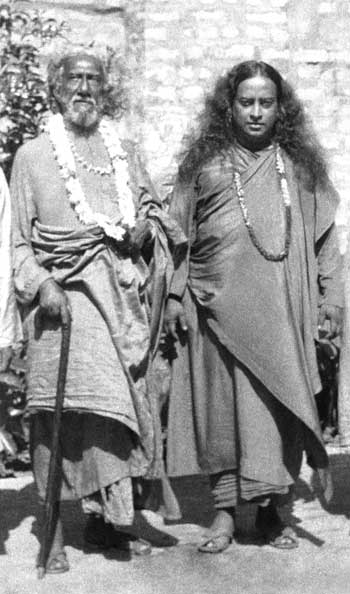
Sri Yukteswar i el seu deixeble Paramahansa Yogananda

### Entorn
- Imatge de Sapta Matruka a Markandeswar
- Temple del sol a Konark
- Temple Barahi a Chourasi prop de Nimapara.
- Temple de Mangala a Kakatpur
- Temple de Sakhigopal a Sakhigopal
- Temple d'Amareswar a Amareswar, prop de Nimapara
- Escultures a Bishnupur, prop de Nimapara
- Temple de Gramswar a Terundia, prop de Nimapara
- Temple d'Alarnath a Brahamgiri
- Temple de Baliharachandi a Brahamagiri
- Temple de Kunteswar a Araorh, prop de Pipil
- Temple d'Harihar prop de Pipil
- Temple de Xiva a Jagadalpur prop de Delang Block
- Imatge de Tara a Badatara, prop de Gop
- Temple de Bayalisbati prop de Gop
- Temple de Mohabir prop de Siruli
- Museu de Batagaon, a 5 km de Puri

## Història
La municipalitat de Puri es va formar el 1881.

### Jaciments arqueològics
- Kurum a 80 km de Konarak, restes budistes del segle X
- Manikapatana al tehsil de Krushnaprasad, restes medievals
- Klakha patana prop de Konark, restes del segle xv